# ド・ン・マ・イ来々少年〜Don't mind lay-lay Boy〜
「ド・ン・マ・イ来々少年 〜Don't mind lay-lay Boy〜」（ド・ン・マ・イらいらいボーイ）は、西尾えつ子の通算2枚目のシングル。1989年10月25日にキティレコードよりリリースされた。

## 解説
フジテレビ系テレビアニメ『らんま1/2熱闘編』のエンディングテーマに起用された。前作「じゃじゃ馬にさせないで」に続いて2作連続でタイアップされた。また同アニメの天道あかね役の日髙のり子が『らんま1/2 格闘歌かるた』（1992年10月21日リリース）内でカヴァーしている。なお、この曲のアレンジバージョンが同局系『ライオンのごきげんよう』の席替えにて2020年まで使用されていた。
余談だが、作詞を担当した森雪之丞と、編曲を担当した森英治は兄弟である。

## 収録曲
1. ド・ン・マ・イ来々少年 (129BPM) [3:24]
作詞：森雪之丞、作曲：吉実明宏、編曲：森英治
  - テレビアニメ『らんま1/2熱闘編』エンディングテーマ[1]
2. ハッピーエンドに眠れない (148BPM) [3:45]
作詞：飯島早苗、作曲：久保田寛、編曲：安西史孝
  - “自転車キンクリート”カセットブック『水に絵を描く』テーマソング

## 収録アルバム
| 曲名                   | 収録アルバム                                       | 発売日         | 規格品番   |
| ---------------------- | -------------------------------------------------- | -------------- | ---------- |
| ド・ン・マ・イ来々少年 | 『らんま1/2 熱闘音楽編』                           | 1990年1月21日  | PCCG-00013 |
| ド・ン・マ・イ来々少年 | 『らんま1/2 閉幕的(エンディング)主題歌集』         | 1992年10月21日 | PCCG-00191 |
| ド・ン・マ・イ来々少年 | 『らんま1/2 TVテーマソングスコンプリート』         | 1999年3月17日  | PCCG-00491 |
| ド・ン・マ・イ来々少年 | 『決定盤 らんま1/2 アニメ主題歌&キャラソン大全集』 | 2015年8月19日  | PCCK-20118 |